# Schönberg (Brisgau)
Pour les articles homonymes, voir Schönberg.
Le Schönberg est située en Bade-Wurtemberg, Allemagne, au sud de Fribourg.

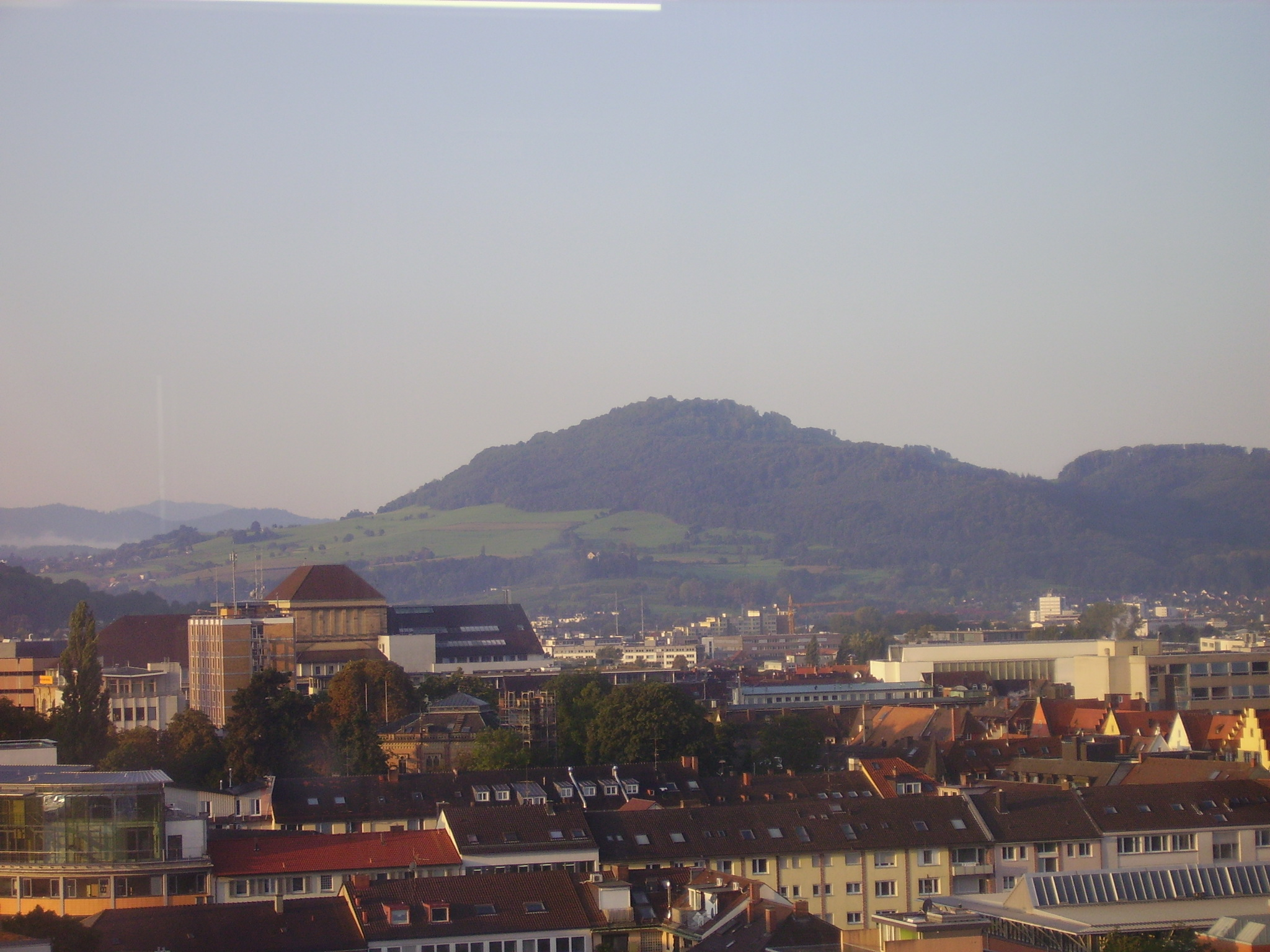
Depuis Fribourg.
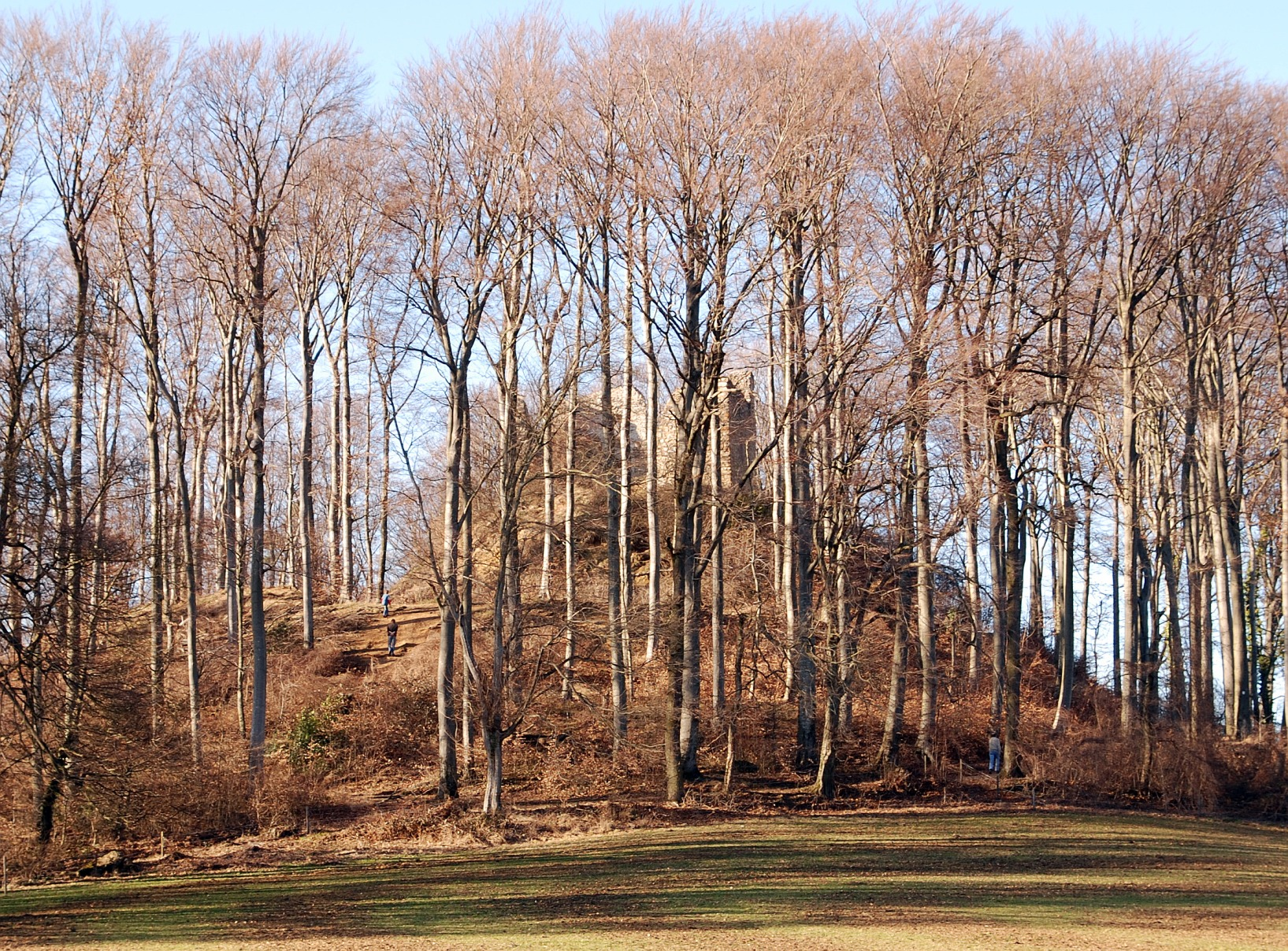
Ruines du château Schneeburg.
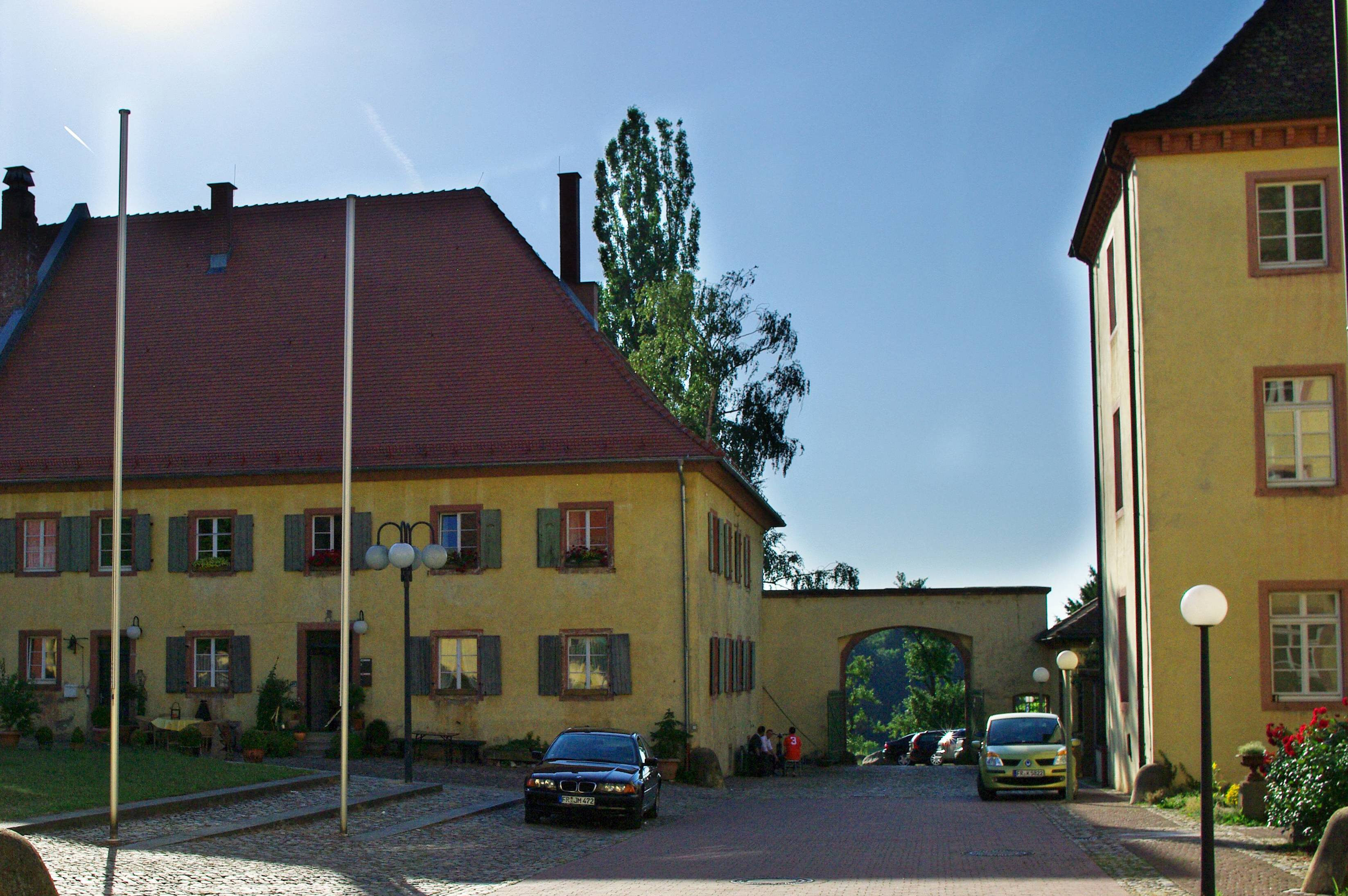
Château des Jésuites.

## Toponymie
Schönberg, le nom utilisé en haut-allemand moderne, se traduit par « beau mont » Cependant, le nom historique alémanique est Schinberg, ce que signifie « mont ostensible ».

## Géographie

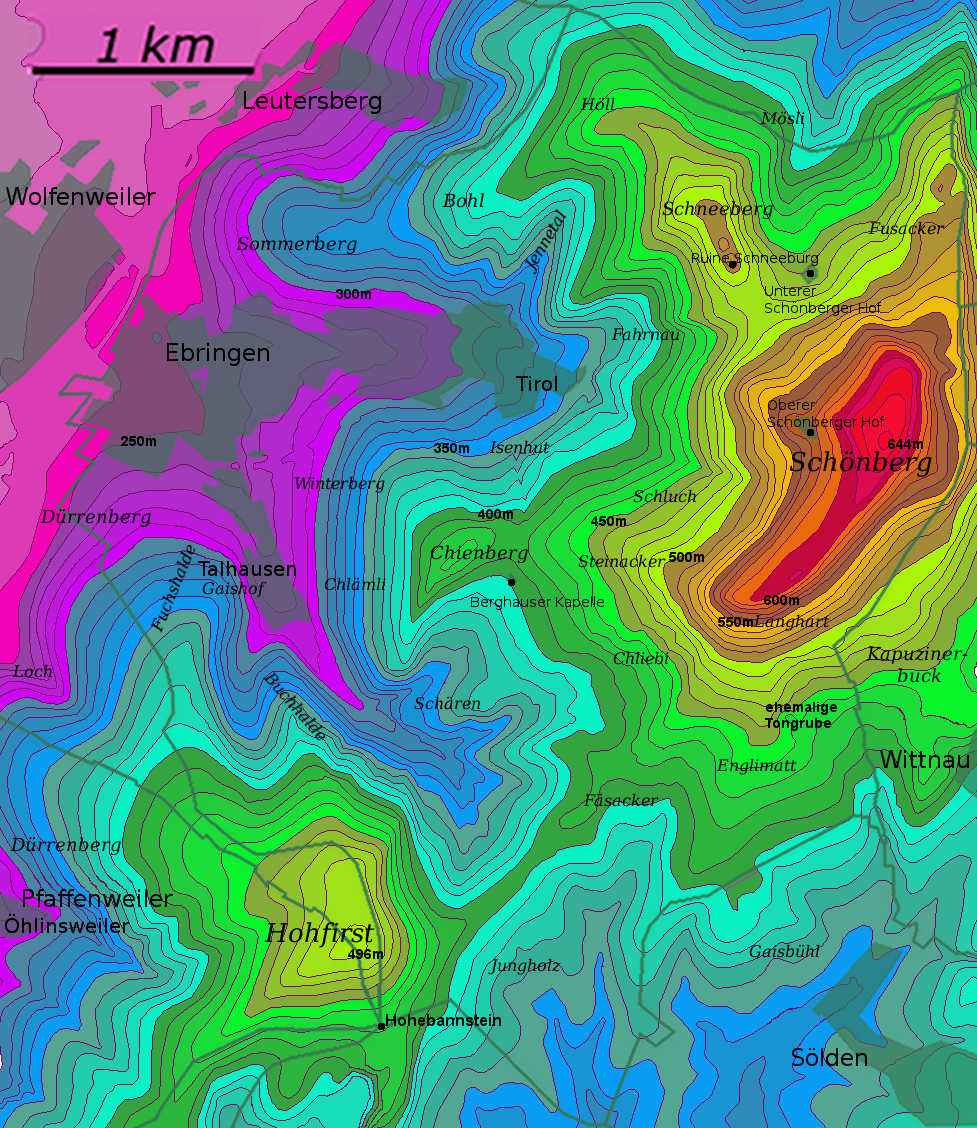
Carte d'isolignes du Schönberg.

Le Schönberg est situé dans le graben du Rhin Supérieur, sur le contrefort de la Forêt-Noire.

## Littérature
Der Schönberg, 421 pages, Lavori Verlag, Fribourg, 2006  (ISBN 978-3-935737-53-1)